# Scrooge (film, 1951)
Pour les articles homonymes, voir Scrooge.
Pour plus de détails, voir Fiche technique et Distribution.
Scrooge est un film de Noël britannique réalisé par Brian Desmond Hurst, sorti en 1951.

## Synopsis
Ebenezer Scrooge, homme d'affaires avare, considère Noël comme une perte de temps. Il va être visité par trois esprits.

## Fiche technique
- Titre : Scrooge
- Autre titre : A Chistmas Carol
- Réalisation : Brian Desmond Hurst
- Scénario : Noel Langley d'après Un chant de Noël de Charles Dickens
- Musique : Richard Addinsell
- Photographie : C.M. Pennington-Richards
- Montage : Clive Donner
- Production : Brian Desmond Hurst
- Société de production : George Minter Productions
- Pays :  Royaume-Uni
- Genre : Drame, fantastique
- Durée : 86 minutes
- Dates de sortie : 
  -  Royaume-Uni : 30 novembre 1951

## Distribution
- Alastair Sim : Ebenezer Scrooge
- Kathleen Harrison : Mme. Dilber
- Mervyn Johns : Bob Cratchit
- Hermione Baddeley : Mme. Cratchit
- Michael Hordern : Jacob Marley
- George Cole : Ebenezer Scrooge jeune
- Patrick Mcnee : Jacob Marley jeune
- John Charlesworth : Peter Cratchit
- Francis De Wolff : l'esprit du Noël présent
- Rona Anderson : Alice
- Brian Worth : Fred
- Michael Dolan : l'esprit du Noël passé
- Glyn Dearman : Tiny Tim
- Olga Edwardes : le femme de Fred
- Roddy Hughes : Fezziwig
- Hattie Jacques : Mme. Fezziwig
- Eleanor Summerfield : Mlle. Flora
- Czeslaw Konarski : l'esprit du Noël futur
- Eliot Makeham : M. Snedrig
- Moiya Kelly (en)

## Box-office
Le film a connu un grand succès au Royaume-Uni,.